# Rhyacophila dongkyapa
Rhyacophila dongkyapa är en nattsländeart som beskrevs av Schmid 1970. Rhyacophila dongkyapa ingår i släktet Rhyacophila och familjen rovnattsländor. Inga underarter finns listade i Catalogue of Life.